# جادوگر هیپ‌هاپ
جادوگر هیپ‌هاپ (به انگلیسی: Da Hip Hop Witch) عنوان یکی از فیلم‌های امینم است که وی در آن در نقش خودش ظاهر شد.
قبل از اکران فیلم، وکلای امینم تلاش کردند صحنه های او را از فیلم حذف کنند، و سعی کردند توزیع آن را متوقف کنند. در سال ۲۰۰۳، آرتیسان اینترتیمنت برنامه‌ریزی کرد که فیلم را روی ویدئو (VHS) و دی‌وی‌دی (DVD) با آثار هنری که ظاهر امینم را در فیلم تبلیغ می‌کرد، مجدداً منتشر کند. قبل از انتشار مجدد فیلم، آرتیسان اینترتیمنت کپی هایی از این اثر هنری را بدون توضیح رسمی به یاد آورد.

## خلاصه داستان
پنج نوجوان حومه شهر پس از آشنایی با جادوگر هیپ هاپ، یک موجود فراطبیعی قدرتمند که در گتوها کمین کرده و به رپرهای بعدی حمله می کند که باعث افزایش رکورد فروش آنها می شود، به تلاشی می پردازند تا حرفه رپ خود را آغاز کنند که مورد حمله قرار می گیرند. آنها با فیلمبرداری از تجربه خود، با ستاره های هیپ هاپ گذشته روبرو می شوند که قبلاً شخصاً با ویچ مبارزه کرده اند.